# James Ferguson Dowdell

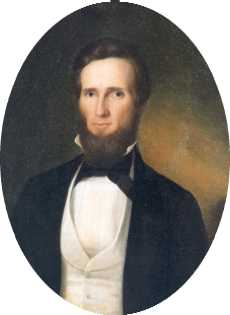
James Ferguson Dowdell

James Ferguson Dowdell (* 26. November 1818 bei Monticello, Jasper County, Georgia; † 6. September 1871 bei Auburn, Alabama) war ein US-amerikanischer Rechtsanwalt und Politiker (Demokratische Partei) sowie Offizier in der Konföderiertenarmee.

## Werdegang
James Dowdell schloss sein Vorbereitungsstudium ab und graduierte 1840 am Randolph-Macon College in Ashland (Virginia). Er studierte Jura, bekam 1841 seine Zulassung als Anwalt und fing dann in Greenville (Georgia) an zu praktizieren. Dann zog er 1846 in das Chambers County in Alabama, wo er landwirtschaftlichen Tätigkeiten nachging. Dowdell verfolgte ebenfalls eine politische Laufbahn. Nachdem er 1849 und 1851 jeweils erfolglos für einen Sitz im US-Repräsentantenhaus kandidiert hatte, wurde er 1852 in den 33. US-Kongress gewählt. 1854 und 1856 wurde er jeweils wiedergewählt, so dass er insgesamt vom 4. März 1853 bis zum 3. März 1859 im Kongress tätig war. Während des Bürgerkrieges diente er in der Konföderiertenarmee. Er bekleidete dort den Dienstgrad eines Colonels im 37. Regiment, Alabama Volunteer Infanterie unter General Price von 1862 bis zum Ende des Krieges. Nach dem Krieg war er zwischen 1868 und 1870 Präsident des East Alabama College in Auburn.